# Groupe de Higman-Sims
En mathématiques, le groupe de Higman–Sims est un groupe sporadique simple fini d'ordre    29 · 32 · 53 · 7 · 11 = 44 352 000. Il peut être caractérisé comme le sous-groupe simple d'indice 2 dans le groupe des automorphismes du graphe de Higman-Sims. Le graphe de Higman–Sims possède 100 sommets, donc le groupe de Higman-Sims, ou {\displaystyle HS}, a une représentation de permutation de degré 100.
{\displaystyle HS} est nommé ainsi en l'honneur des mathématiciens Donald G. Higman et Charles Sims, qui le découvrirent en 1967, alors qu'ils assistaient à une présentation par Marshall Hall du groupe de Hall-Janko (en), qui possède une représentation de degré 100, avec des orbites de cardinal 1, 36 et 63. Ils firent le rapprochement avec le groupe de Mathieu {\displaystyle M_{22}}, qui possède aussi une représentation de degré 100, avec des orbites de cardinal 1, 22 et 77. Le système de Steiner {\displaystyle M_{22}} possède 77 blocs. Rapidement, ils trouvèrent {\displaystyle HS}, avec un stabilisateur d'un point isomorphe à {\displaystyle M_{22}}.
« Higman » peut aussi faire référence au mathématicien Graham Higman de l'université d'Oxford qui découvrit simultanément le groupe comme le groupe d'automorphismes d'une certaine « géométrie » sur 176 points. En conséquence, {\displaystyle HS} possède une représentation doublement transitive de degré 176.

## Rapport avec les groupes de Conway
Dans son article de 1968 maintenant classique, John Horton Conway montra comment le graphe de Higman-Sims pouvait être incorporé dans le réseau de Leech. Ici, {\displaystyle HS} fixe un triangle 3-3-2 et un sous-réseau à 22 dimensions. Le groupe devient ainsi un sous-groupe de chaque groupe de Conway {\displaystyle Co_{1}}, {\displaystyle Co_{2}} et {\displaystyle Co_{3}}. Ceci donne une manière explicite pour approcher les représentations à petites dimensions du groupe, et avec elle, un moyen direct pour le calcul à l'intérieur du groupe. 